# Ceramonema filum
Ceramonema filum är en rundmaskart som beskrevs av Gerlach 1957. Ceramonema filum ingår i släktet Ceramonema och familjen Ceramonematidae. Inga underarter finns listade i Catalogue of Life.